# Alexis Bledel

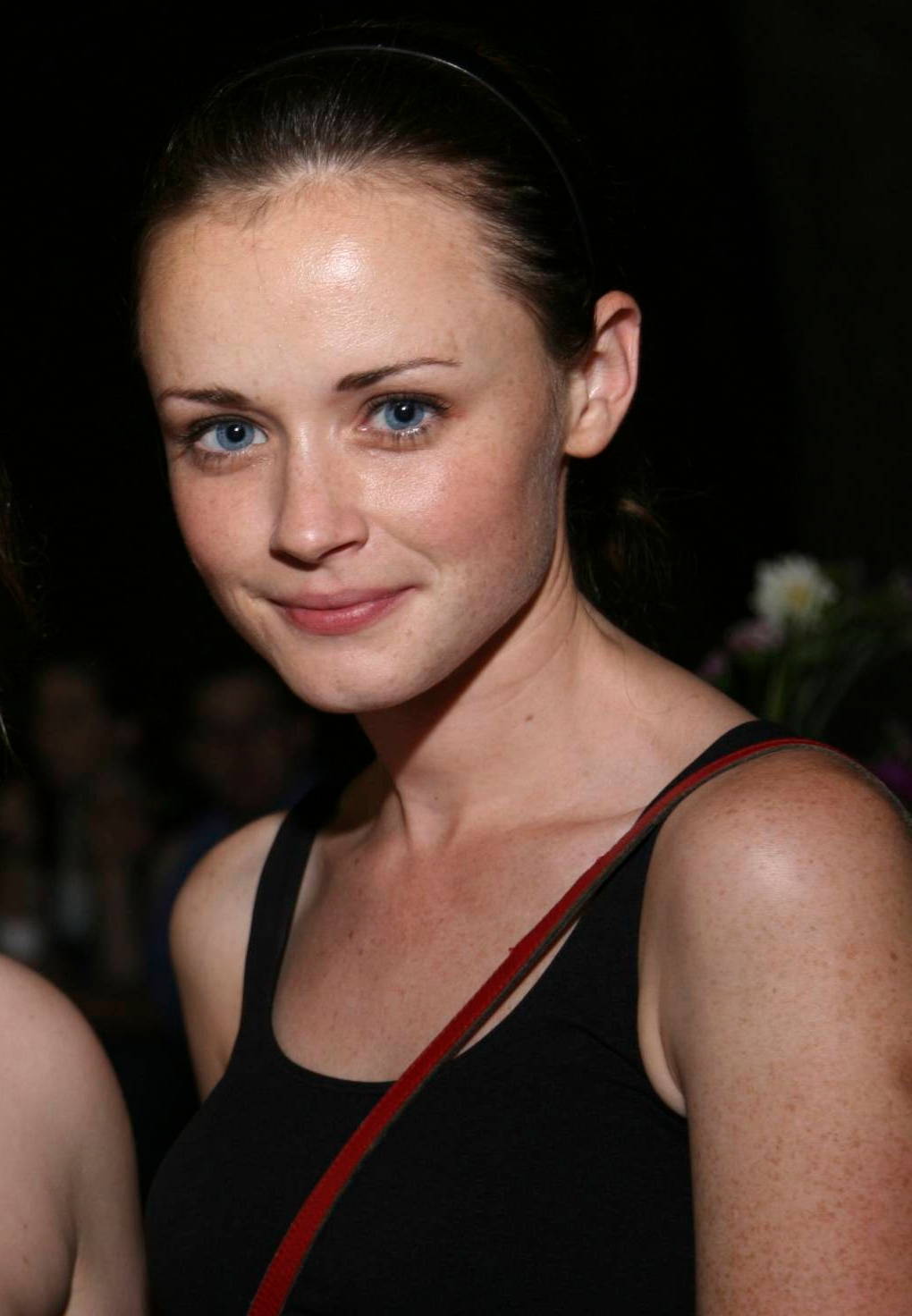
Alexis Bledel (2008)

Kimberly Alexis Bledel (ur. 16 września 1981 w Houston) – amerykańska aktorka telewizyjna i filmowa.
Wystąpiła m.in. w siedmiu sezonach serialu telewizyjnego Kochane kłopoty i filmach: Sin City: Miasto grzechu, Absolwentka, Stowarzyszenie wędrujących dżinsów i Stowarzyszenie wędrujących dżinsów 2 oraz Źródło młodości.

## Życiorys
Urodziła się w Houston w Teksasie. Jej ojciec Martin Bledel jest Argentyńczykiem, a matka Nanette Blake jest Meksykanką. Ma młodszego brata Erica Davida (ur. 1986). Ukończyła szkołę średnią Saint Agnes Academy, przez rok studiowała na New York University's Tisch School of Arts.

## Film
| Rok  | Tytuł                                | Rola                     | Uwagi                                           |
| ---- | ------------------------------------ | ------------------------ | ----------------------------------------------- |
| 2002 | Źródło młodości                      | Winnie Foster Jackson    |                                                 |
| 2004 | ¿Cuánto cuesta la admisión?          | Monique                  | krótkometrażowy                                 |
| 2004 | DysEnchanted                         | Goldilocks               | krótkometrażowy                                 |
| 2004 | Duma i uprzedzenie                   | Georgina „Georgie” Darcy |                                                 |
| 2005 | Sin City: Miasto grzechu             | Becky                    |                                                 |
| 2005 | Stowarzyszenie wędrujących dżinsów   | Lena Kaligaris           |                                                 |
| 2006 | I'm Reed Fish                        | Kate                     |                                                 |
| 2006 | Life Is Short                        | Charlotte                | krótkometrażowy                                 |
| 2008 | Stowarzyszenie wędrujących dżinsów 2 | Lena Kaligaris           |                                                 |
| 2009 | Właściwy Facet                       | Beth Vest                |                                                 |
| 2009 | Post Grad                            | Ryden Malby              |                                                 |
| 2010 | Spisek                               | Sarah Weston             | Premiera na Toronto International Film Festival |
| 2010 | The Kate Logan Affair                | Kate Logan               | Premiera na Festival du Nouveau Cinéma          |
| 2011 | Girl Walks into a Bar                | Kim                      | Premiera na YouTube 11.03.2011                  |
| 2011 | Violet & Daisy                       | Violet                   |                                                 |
| 2012 | The Brass Teapot                     | Payton                   |                                                 |
| 2013 | Remember Sunday                      | Molly Branford           |                                                 |
| 2014 | Parts per Billion                    | Sarah                    |                                                 |
| 2015 | Jenny's Wedding                      | Kitty                    |                                                 |
| 2015 | Emily & Tim                          | Emily Hanratty           | segment Discord                                 |
| 2019 | Crypto                               | Katie                    |                                                 |

### Telewizja
| Rok             | Tytuł                             | Rola               | Uwagi                     |
| --------------- | --------------------------------- | ------------------ | ------------------------- |
| 2000–07         | Kochane kłopoty                   | Rory Gilmore       | główna rola (153 odcinki) |
| 2009            | Ostry dyżur                       | dr Julia Wise      | 1 odcinek                 |
| 2012            | Mad Men                           | Beth Dawes         | 3 odcinki                 |
| 2013            | Remember Sunday                   | Molly Branford     |                           |
| 2015            | Motyw                             | Robin              | odcinek Oblivion          |
| 2016            | Gilmore Girls: A Year in the Life | Rory Gilmore       | główna rola               |
| 2017-2019, 2021 | Opowieść podręcznej               | Ofglen/Emily Malek | w gł. obsadzie            |

### Teatr
| Rok  | Tytuł                       | Rola           | Okres występów     |
| ---- | --------------------------- | -------------- | ------------------ |
| 2011 | Love, Loss, and What I Wore |                | 12.01 – 13.02.2011 |
| 2012 | Regrets                     | Chrissie Myers | 27.03 – 29.04.2012 |
| 2016 | College Republicans         | Lee Atwater    | 23.04.2016         |